# Видра (хутір)
Видра (Павлів, Павлово, рос. Выдра, Павлов) — колишній хутір (урочище, на 1900 рік — ферма) у Водотиївській волості Радомисльського повіту Київської губернії та Болячівській сільській раді Брусилівського району Білоцерківської і Київської округ.

## Населення
Наприкінці 19 століття на фермі проживало 10 осіб, з них 6 чоловіків та 4 жінки, дворів — 1.
Відповідно до перепису населення СРСР, станом на 17 грудня 1926 року, чисельність населення становила 32 особи, з них, за статтю: чоловіків — 14, жінок — 18; етнічний склад: українців — 32. Кількість господарств — 8.

## Історія
Наприкінці 19 століття — власницька ферма Водотиївської волості Радомисльського повіту Київської губернії. Відстань до повітового центру, м. Радомисль — 35 верст, до найближчої залізничної станції у Фастові — 40 верст, до поштово-телеграфної та поштової земської станцій у Брусилові — 10 верст. Основним заняттям мешканців було рільництво. При фермі числилося 244 десятини землі, яка належала П. Череванському. Господарював орендатор С. Дроздовський, за трипільною системою.
У 1923 році включений до складу новоствореної Болячівської сільської ради, яка, 7 березня 1923 року, увійшла до складу новоутвореного Брусилівського району Білоцерківської округи.
Знятий з обліку населених пунктів до 1 жовтня 1941 року.